# Баранова, Ирина Владимировна
Ирина Владимировна Баранова (1 октября 1917, Петроград — 2 ноября 2009, Санкт-Петербург) — советский педагог-математик, кандидат педагогических наук (1953), в 1951—1998 годах — преподаватель Государственного педагогического университета имени Герцена, в том числе в должностях заведующей кафедрой элементарной математики, заведующей кафедрой преподавания математики, декана математического факультета, профессора. Автор широко распространённых в СССР и России с конца 1960-х годов школьных учебников по математике для 4—5—6 классов (совместно с Зоей Борчуговой) и методических пособий для преподавателей.

## Биография
Родилась 1 октября 1917 году в Петрограде, в 1930-х годах проживала Твери. Окончив там педагогический институт, в 1939 году вернулась в Ленинград и начала работать в качестве учителя математики одной из школ Октябрьского района. Там пережила и первую блокадную зиму. В годы эвакуации и первые послевоенные годы (1942—1949) продолжала работать учителем математики.
В 1951 году поступила в аспирантуру при кафедре методики преподавания математики Ленинградского государственного педагогического института имени А. И. Герцена. Её научным руководителем был известный ученый методист, профессор Сергей Евгеньевич Ляпин. Успешно выполнила исследование и в 1953 году защитила кандидатскую диссертацию:
- Задачи на доказательство в школьном курсе алгебры: диссертация … кандидата педагогических наук : 13.00.00. — Ленинград, 1953. — 522 с.

После окончания аспирантуры была принята на кафедру Ленинградского государственного педагогического института имени А. И. Герцена, и преподавала там более 40 лет, работала там профессором. Более 10 лет (с 1962 по 1973 год) заведовала кафедрой методики преподавания математики. В 1973 году была избрана деканом факультета математики и работала в этой должности до 1985 года.
Умерла 2 ноября 2009 году в Санкт-Петербурге.

## Научно-преподавательская деятельность
С использованием её методических наработок было подготовлено несколько тысяч учителей математики, которые работали в школах Ленинграда (Санкт-Петербурга) и Ленинградской области, РСФСР и других республиках Советского Союза. Её учениками в области преподавательской профессии, в частности, считают себя профессор кафедры геометрии Герценовского университета, многие годы — заведующий этой кафедрой, Алексей Леонидович Вернер, выдающийся учитель математики Валерий Идельевич Рыжик.
Занималась подготовкой кадров высшей квалификации.
Ею подготовлено более 20 кандидатов педагогических наук. Один из них, Михаил Геннадьевич Макарченко, впоследствии стал доктором наук. Её бывшие аспиранты работают не только в России, но, например, в Польше и на Кубе.
Автор более 70 научных работ.

### Сочинения
- Математика [Текст] : 4 класс : Пробный учебник / И. В. Баранова, З. Г. Борчугова. — Москва : Просвещение, 1968. — 398 с. : ил.; 22 см.
- Задачи на доказательство по алгебре [Текст] : Пособие для учителя / И. В. Баранова, С. Е. Ляпин. — Ленинград : Учпедгиз, Ленингр. отд-ние, 1954. — 160 с.; 23 см.
- Математика [Текст] : пробный учебник для 4-го класса средней школы / И. В. Баранова, З. Г. Борчугова; под ред. Н. М. Матвеева. — Москва : Просвещение, 1980. — 240 с. : ил.; 21 см.
- Учебные задания по математике для V класса : (эксперим. материалы) / [сост. И. В. Баранова, З. Г. Борчугова, Н. Л. Стефанова]. — Москва : Б. и., 1984. — 153 с. : ил.; 21 см.
- Математика : Проб. учеб. для 5-го кл. сред. шк. / И. В. Баранова, З. Г. Борчугова; Под ред. Н. М. Матвеева. — 3-е изд. — Москва : Просвещение, 1987. — 239 с. : ил.; 22 см.
- Математика : Учеб. для 6-го кл. сред. общеобразоват. учреждений / И. В. Баранова, З. Г. Борчугова; Под ред. Н. М. Матвеева. — СПб. : Спец. лит., 1997. — 279 с. : ил.; 22 см; ISBN 5-87685-088-8
- Математика : Учеб. для 6 кл. сред. общеобразоват. учреждений / И. В. Баранова, З. Г. Борчугова; Под ред. Н. М. Матвеева. — СПб. : Спец. лит., 1999. — 279 с. : ил.; 22 см; ISBN 5-87685-088-8
- Задачи по математике для 5-6 классов : [Учеб. пособие] / И. В. Баранова, З. Г. Борчугова, Н. Л. Стефанова. — СПб. : СпецЛит, 2000. — 279 с. : ил., табл.; 21 см; ISBN 5-299-00045-6
- Задачи по математике для 4-5 классов / И. В. Баранова, З. Г. Борчугова, Н. Л. Стефанова. — Москва : Просвещение, 1988. — 223,[1] с. : ил.; 22 см. — (Б-ка учителя математики).; ISBN 5-09-000253-3 (В пер.) : 60 к.
- Задачи по математике для 5-6 классов : [Учеб. пособие] / И. В. Баранова, З. Г. Борчугова, Н. Л. Стефанова. — Москва : АСТ ; СПб. : Астрель, 2001. — 284 с. : ил., табл.; 21 см; ISBN 5-17-009145-1 (ООО «Изд-во АСТ»)
- Задачи по математике для 5-6 классов / И. В. Баранова, З. Г. Борчугова, Н. Л. Стефанова. — СПб. : Спец. лит., 1997. — 279 с. : ил., табл.; 22 см. — (Учеб. лит. / Ком. по образованию. Фонд VI).; ISBN 5-87685-100-0

Результаты её научной работы стали основой для подготовки ряда учебных пособий для студентов педагогических вузов.
Известны учебники, написанные Барановой с её многолетним соавтором Зоей Григорьевной Борчуговой для общеобразовательной школы. Это учебники математики для 5-6 классов.

## Награды
Отмечена многочисленными институтскими, городскими грамотами и благодарностями, а также правительственными наградами: орденом «Знак Почёта», медалями За доблестный труд в Великой Отечественной войне" и «За трудовое отличие», нагрудными знаками «Отличник народного просвещения РСФСР» и «Отличник просвещения СССР».